# مازی‌داغی
مازی‌داغی (به ترکی استانبولی: Mazıdağı) (به کردی: Şemrex) شهری است در کشور ترکیه که در استان ماردین واقع شده است. جمعیت این شهر بر اساس سرشماری سال ۲۰۰۸ میلادی ۱۰٬۴۱۰ نفر و بر اساس برآوردهای سال ۲۰۰۹ میلادی ۱۰٬۵۲۳ نفر می‌باشد.